# Cotignac
Cotignac é uma comuna francesa na região administrativa da Provença-Alpes-Costa Azul, no departamento de Var. Estende-se por uma área de 44,26 km². Em 2010 a comuna tinha 2 175 habitantes (densidade: 49,1 hab./km²).